# Puteaux
Puteaux é uma comuna francesa na região administrativa da Ilha-de-França, no departamento de Hauts-de-Seine. Estende-se por uma área de 3,19 km². Em 2010 a comuna tinha 45 118 habitantes (densidade: 14 143,6 hab./km²).
No norte do território está situada uma grande parte do bairro comercial de La Défense (que também se estende sobre os municípios de Courbevoie, Nanterre e, desde 2010, La Garenne-Colombes). Alguns dos edifícios mais emblemáticos de La Défense como o Grande Arche, o Centro de Novas Indústrias e Tecnologias (CNIT) e o centro comercial Les Quatre Temps estão em Puteaux.

## Toponímia
O nome da localidade é atestado na forma puteoli em 1113 ou Puteolis no século XII, Putiaus (sem data).
Duas principais interpretações do topônimo Puteaux surgem. É talvez de um latim *Putid-ellum (compreende o galo-romano *PUTIDELLOS no plural), derivante do latim putidum, "fedido", que deu o francês antigo putel "lamaçal, pântano", ou seja no plural putiaus "os lamaçais" ou "os pântanos". Pode-se ver também um latim *Puteolos "pequeno poço" (compreende o galo-romano *PUTEOLOS) com atração do francês antigo puteal "que pertence a um poço" ou "profundo como um poço" para justificar a manutenção do t sonoro que normalmente teria que mutar no intervocálico, cf. as Puisieux e outras Puzieux, etc. alguns com formas antigas do tipo Puteolis.
O asterisco (*) usado antes das duas palavras citadas por essas fontes indicam que não há nenhum documento antigo mencionando esses substantivos comuns.

## Demografia
| 1793  | 1800  | 1806  | 1821  | 1831  | 1836  | 1841  | 1846  | 1851  |
| ----- | ----- | ----- | ----- | ----- | ----- | ----- | ----- | ----- |
| 1 130 | 1 140 | 1 240 | 1 256 | 2 018 | 2 704 | 2 916 | 3 959 | 4 346 |

| 1856  | 1861  | 1866  | 1872  | 1876   | 1881   | 1886   | 1891   | 1896   |
| ----- | ----- | ----- | ----- | ------ | ------ | ------ | ------ | ------ |
| 5 403 | 7 613 | 9 428 | 9 594 | 12 181 | 15 586 | 15 736 | 17 646 | 19 965 |

| 1901   | 1906   | 1911   | 1921   | 1926   | 1931   | 1936   | 1946   | 1954   |
| ------ | ------ | ------ | ------ | ------ | ------ | ------ | ------ | ------ |
| 24 341 | 29 131 | 32 223 | 33 503 | 37 958 | 38 233 | 43 829 | 37 369 | 41 097 |

| 1962 | 1968   | 1975   | 1982   | 1990   | 1999   | - | - | - |
| --- | ------ | ------ | ------ | ------ | ------ | - | - | - |
| 39 640 | 37 946 | 35 514 | 36 117 | 42 756 | 40 780 | - | - | - |
| Para os censos de 1962 a 2006 a população legal corresponde à popolução sem duplicidades, segundo define o INSEE. |        |        |        |        |        |   |   |   |